# Living with War: “In the Beginning”
Living with War: «In the Beginning» (также известен как Living with War — Raw) — двадцать девятый студийный альбом канадского автора-исполнителя Нила Янга, изданный в 2006 году

## Об альбоме
Living with War: «In the Beginning» представляет собой сырую, черновую версию альбома Living with War, выпущенную в основном для интернет-магазинов. Альбом содержит первоначальные студийные записи, не подвергшиеся последующей обработке и хоровому аккомпанементу. Особый интерес это представляет в таких песнях как «The Restless Consumer», «Shock and Awe», «Flags of Freedom» и «Let’s Impeach the President», которые сделали Living with War уникальным музыкальным заявлением, вызвавшим бурную политическую реакцию.

## Список композиций
| №  | Название                      | Длительность |
| -- | ----------------------------- | ------------ |
| 1. | «After the Garden»            | 3:25         |
| 2. | «Living with War»             | 5:08         |
| 3. | «The Restless Consumer»       | 5:51         |
| 4. | «Shock and Awe»               | 4:56         |
| 5. | «Families»                    | 2:33         |
| 6. | «Flags of Freedom»            | 3:45         |
| 7. | «Let’s Impeach the President» | 4:34         |
| 8. | «Lookin’ for a Leader»        | 4:08         |
| 9. | «Roger and Out»               | 4:23         |